# Gut Kesselsberg

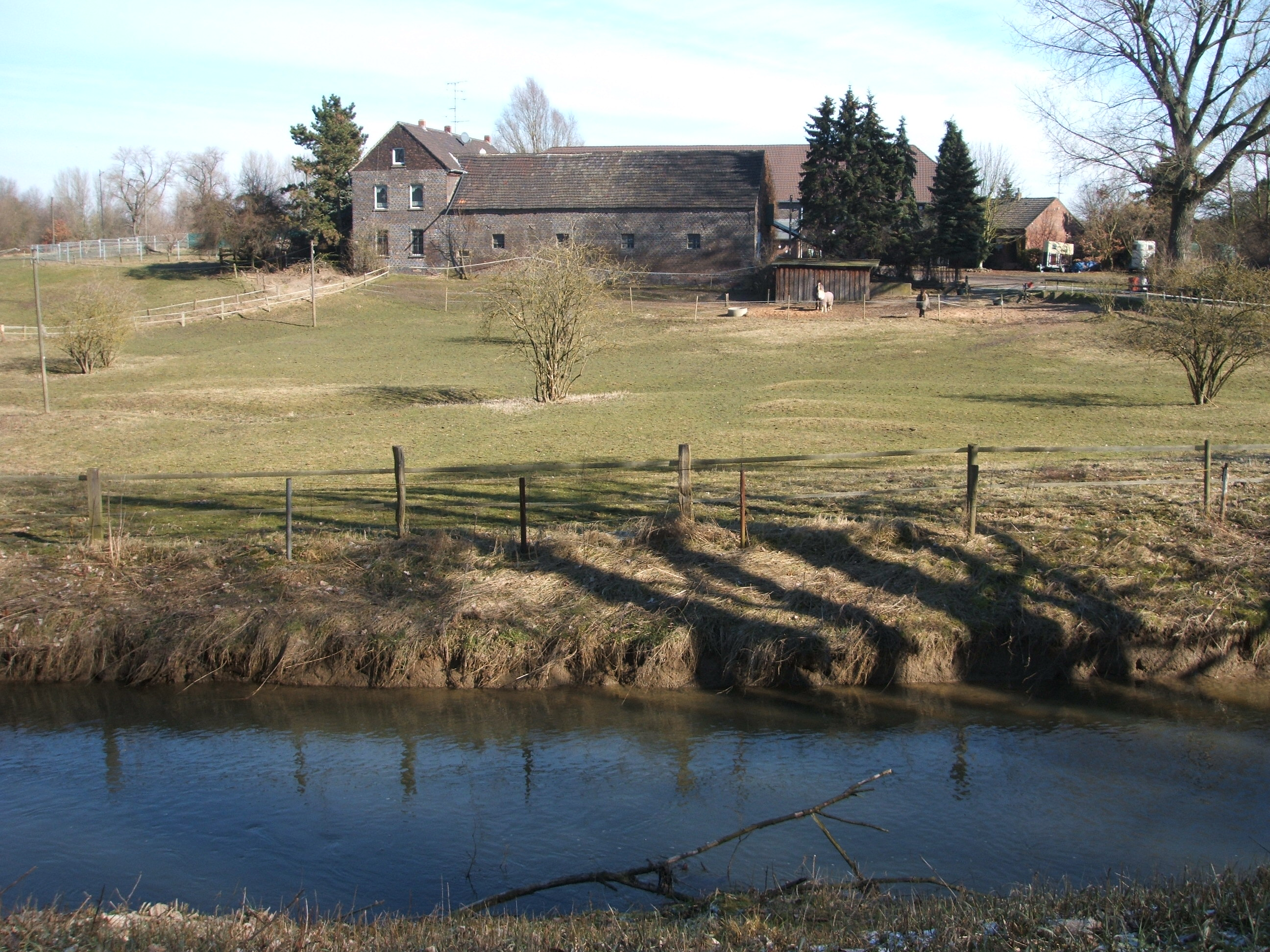
Gut Kesselsberg (Duisburg) – Südseite

Das Gut Kesselsberg ist ein mittelalterlicher Hof am südlichen Stadtrand von Duisburg im Stadtteil Huckingen am Angerbach.

## Namensgebung
Bis in das 15. Jahrhundert hinein wurde das Gut einfach Hof auf dem Berge genannt. Danach wurde der Hof nach seinen Besitzern, den Herren von Bottlenberg genannt Kessel, benannt. Gut Kesselsberg steht demnach für das Gut auf des Kessels Berg.

## Geschichte
Das ehemalige Rittergut liegt oberhalb der Sandmühle auf einer kleinen Anhöhe, auf der schon Spuren der jüngeren Steinzeit, der Eisenzeit und der fränkischen Zeit gefunden wurden.
Aufgrund der räumlichen Nähe zur Sandmühle wird vermutet, dass das Gut Kesselsberg Wirtschaftshof für den Adelssitz Sandmühle war. Im Gegensatz zur Sandmühle und den meisten anderen mittelalterlichen Gebäuden am Angerbach blieb das Gut Kesselsberg jedoch aufgrund der Lage von den in den Vergangenheit immer wieder auftretenden Hochwassern des Angerbachs verschont.
Die erste urkundliche Erwähnung stammt aus dem Jahr 1349. In jenem Jahr erhielt der Bergische Marschall Wennemar von Bottlenberg den Hof auf dem Berge von Margarete von Ravensberg-Berg, Gräfin von Berg, zur Pacht. 1434 wird die Ablösung der Erbrente durch Zahlung von 250 Gulden an den Grafen von Berg beurkundet, welches 1568 notariell bestätigt wurde. 1646 wird das Gut nach starker Zerstörung durch den Dreißigjährigen Krieg wieder aufgebaut.
1744 kam Kesselsberg durch die Ehe der Erbtochter Mechtild Christina von Bottlenberg gt. Kessel mit Conrad Stephan von Romberg an die Herren von Romberg. 1802 verkaufte Friedrich Gisbert Wilhelm von Romberg, preußischer Generalleutnant und Gouverneur von Stettin, Kesselsberg im Jahre 1802 an den Grafen Carl-Wilhelm von Spee. Zu dieser Zeit werden als Pächter Heinrich Brockerhoff und die Familie Heesen angegeben. 1908 vergab der Graf von Spee die Pacht an Michael Kreifels, dessen jüngster Sohn Peter die Pacht bis 1965 fortführte.

## Gebäude und heutige Nutzung
Die Hofgebäude sind hufeisenförmig nach Süden offen ausgelegt. Das jetzige Wohnhaus und die Scheune wurden Ende des 18. Jahrhunderts errichtet.
Nachdem durch eine Reihe von Baumaßnahmen, z. B. neue Siedlungen, die B 288, die Umleitung des Angerbachs, die landwirtschaftlichen Flächen des Guts stark reduziert worden waren, musste 1965 die landwirtschaftliche Nutzung des Guts aufgegeben werden. Heute wird das Gut Kesselsberg als Tierpension und Reiterhof genutzt.

## Sonstiges
In Sichtweite befindet sich die U-Bahn-Station Kesselsberg der DVG/Rheinbahn-Linie U 79. Die Station Kesselsberg ist eine von mehreren U-Bahn-Stationen, die Anfang der 1970er Jahre in Vorleistung für den Bau einer Hochhaussiedlung angelegt wurden. Zum Bau dieses neuen Stadtteils kam es jedoch nicht. Noch heute ist eine der damals angelegten U-Bahn-Stationen ein Geisterbahnhof, nämlich der benachbarte U-Bahnhof Angerbogen.